# Robbert Lievense
Robbert Lievense (Noordgouwe, 4 augustus 1983) is een Nederlandse ambtenaar, adviseur, politicus en bestuurder. Sinds 6 februari 2024 is hij namens BoerBurgerBeweging (BBB) Eerste Kamerlid. Van 28 februari 2005 tot 6 februari 2024 was hij namens Leefbaar Schouwen-Duiveland (LSD) gemeenteraadslid van Schouwen-Duiveland.

## Maatschappelijke carrière
Lievense ging van 1995 tot 1999 naar de mavo op de Rijksscholengemeenschap Professor Zeeman en van 1999 tot 2002 naar de meao op het ROC Zeeland. Hij studeerde van 2012 tot 2014 rechten aan de Bestuursacademie Zuid-West Nederland en van 2016 tot 2019 bestuurskunde bij ISBW Opleiding & Training. Sinds 2006 is hij werkzaam bij de gemeente Noord-Beveland. Daarnaast is hij sinds 2023 mede-eigenaar van een pension en sinds 2024 adviseur van de directie bij een bouwbedrijf.

## Politieke carrière
Samen met Bertie Steur richtte Lievense in 2001 Leefbaar Schouwen-Duiveland (LSD) op, waarvan hij de vicevoorzitter werd. Op 28 februari 2005 kwam hij tussentijds in de gemeenteraad van Schouwen-Duiveland terecht. Hij was lijsttrekker bij de gemeenteraadsverkiezingen van 2014, van 2018 en van 2022. Hij was bestuurslid van de Vereniging van Nederlandse Gemeenten (VNG), waar hij ook voorzitter was van de VNG-commissie Raadsleden en Griffiers.
Lievense werd kandidaat nummer 19 namens BBB voor de Eerste Kamerlijst voor de Eerste Kamerverkiezingen in 2023. Op 6 februari 2024 volgde Lievense Pim Walenkamp als lid van de Eerste Kamer der Staten-Generaal. Hij is lid van de Eerste Kamercommissies Europese Zaken (EUZA), Infrastructuur, Waterstaat en Omgeving (IWO) en Volksgezondheid, Welzijn en Sport (VWS).

## Persoonlijk
Lievense is getrouwd met zijn man.
Robert Croll · Robert van Gasteren · Math Goossen · Arie Griffioen · Eugène Heijnen · Wim Jaspers · Eric Kemperman · Frans van Knapen · Bart Kroon · Ilona Lagas · Andrea van Langen · Robbert Lievense · Henk Marquart Scholtz · Gert-Jan Oplaat · Tekke Panman · Elly van Wijk
- Parlement.com: vm4hdeynevzy